# Kedungmalang (Wonotunggal)
Kedungmalang is een bestuurslaag in het regentschap Batang van de provincie Midden-Java, Indonesië. Kedungmalang telt 2309 inwoners (volkstelling 2010).